# Nina Hartley
Nina Hartley (tên sinh Marie Louise Hartman; sinh ngày 11 tháng 3 năm 1959) là một nữ diễn viên khiêu dâm người Mỹ, giám đốc phim khiêu dâm, nhà giáo dục tình dục, nhà tranh đấu nữ quyền tình dục tích cực và tác giả viết sách.

## Cuộc sống đầu đời
Marie Louise Hartman sinh ra ở Berkeley, California, con gái của một người cha Lutheran và một người mẹ Do Thái (sinh năm 1926)  có gia đình đến từ Alabama. Cô lớn lên ở vùng Vịnh San Francisco. Cô là người con út trong bốn người con, cùng với một người chị gái và hai anh trai lớn tuổi hơn . Bố mẹ cô là người cộng sản  đã cải đạo chuyển đổi sang Phật giáo khi cô còn nhỏ. Sau khi cô tốt nghiệp trường trung học Berkeley năm 1977, cô theo học tại trường y tá trường đại học tiểu bang San Francisco và tốt nghiệp magna cum laude năm 1985. Cô là một nữ y tá đã đăng ký trong Ban Điều dưỡng của California cho đến khi giấy phép của cô hết hạn năm 1986.

## Sự nghiệp đóng phim khiêu dâm
Năm 1982, trong năm học thứ hai của cô, cô bắt đầu làm việc là làm một vũ nữ thoát y tại rạp chiếu phim Sutter và sau đó là Nhà hát Mitchell Brothers O'Farrell. Cô đã bước vào thế giới của những bộ phim khiêu dâm trong năm học junior năm 1984. Vai nữ diễn viên chính của cô là trong bộ phim Educating Nina, làm cho cô trở thành một người được bảo trợ bởi Juliet Anderson.
Giải thích cách Marie Louise Hartman trở thành Nina Hartley, cô đã nói trong một cuộc phỏng vấn rằng cô đã chọn cái tên "Nina" bởi vì cái tên ấy đã dễ dàng cho khách du lịch Nhật Bản để có thể gọi tên trong thời gian cô là một vũ công ở San Francisco; "Hartley" được chọn vì nó gần với tên thật của cô và bởi vì cô "muốn có một cái tên giống như của một người thực sự" . Cô đã nói rằng khi cô bước vào lĩnh vực kinh doanh dành cho người lớn, cô đã được ban phước với hai món đồ nổi tiếng: "đôi mắt to, đôi mắt màu xanh nhạt và cái đùi vòng tròn với một chiếc vòng eo nhỏ," với cặp mông trở thành thương hiệu của cô.

### Tranh đấu cho nữ quyền tình dục
Hartley tự coi chính bản thân mình là một người theo Chủ nghĩa tự do hiện đại tại Hoa Kỳ tự do và thẳng thắn về nữ quyền tình dục (Sex-positive feminism) mặc dù trong một thời gian bà còn là một nhà hoạt động Chủ nghĩa xã hội. Nói chuyện với những phụ nữ khác, bà nói, "Tình dục không phải là điều mà người đàn ông làm với bạn, đó không phải là điều mà đàn ông phải gánh chịu. Tình dục là thứ mà bạn phải hứng chịu và thích nó cũng nhiều như anh ấy".

### Công việc chính
Hartley đã đóng một vai trong bộ phim năm 1997 Boogie Nights, đóng vai vợ của William H. Macy và cô đã xuất hiện trong bộ phim Bubbles Galore năm 1996. Hartley cũng xuất hiện trong đoạn video ca nhạc của rapper Tupac Shakur vào đĩa đơn năm 1996, "How Do U Want It?"

## Sự nghiệp về già
Năm 2006, cô xuất bản cuốn sách đầu tiên Nina Hartley's Guide to Total Sex (ivbro) .
Trong năm 2010, cô đã bực mình, "Bây giờ tôi phải làm việc với những người phụ nữ trẻ tuổi hơn bộ ngực cấy ghép của tôi".
Hartley đóng vai Hillary Clinton trong phim Who's Nailin' Paylin? Đây là một tác phẩm châm biến mang tính chất khiêu dâm của ứng cử viên Phó Tổng thống Sarah Palin, với Lisa Ann trong vai Palin.
Sau đó cô là đồng tác giả của cuốn sách "How to be Kinkier" vào năm 2012.
Hartley cũng tham gia vào bộ phim tài liệu 2012 After Porn Ends, về cuộc đời của cô sau khi đã là một diễn viên nữ khiêu dâm.
Đến năm 2015, Hartley vẫn còn hoạt động trong ngành công nghiệp tình dục này . Xuất hiện chủ yếu ở sách báo khiêu dâm "trưởng thành", cô còn có một dòng video hướng dẫn được quảng cáo dưới thương hiệu Hướng dẫn của Nina Hartley bao gồm các chủ đề khác nhau, từ quan hệ tình dục cơ bản và tình dục dạo đầu, với tình dục hậu môn và bondage .